# Златни врата (Киев)
„Златни врата“ (на украински: Золоті ворота) е основната порта на укрепленията на Киев от ХІ век, тогава столица на Киевска Рус. Наречена е по подобие на едноименната порта в Константинопол.
Укреплението е разрушена през Средновековието, след което остават единствено няколко останки от съществуването му. Портата е изцяло построена отново от съветските власти през 1982 г., въпреки че не съществуват запазени изображения на оригиналната порта. Това решение е изключително оспорвано, тъй като има спорове относно това как е изглеждала средновековната порта.
Новопостроената структура на ъгъла на улиците „Владимир“ и „Ярославски вал“ помещава част от музея „Национално светилище „София Киевска““. Името „Златни врата“ носят и намиращите се наблизо театър и метростанция.

## История
Модерната историография приема приема тази порта за една от трите порти, построени от Ярослав I Мъдри. „Златни врата“ е построена между 1017 и 1024 г. (6545 г. по византийския календар) по времето, по което е изградена и катедралата „Света София“. Според някои портата е изградена по-рано, както е изобразена в картина на Ян Матейко, която изобразява крал Болеслав и Святополк I на влизане в Киев по време на Киевския поход на Болеслав през 1018 г. – теория, която днес бива считана за легенда. Първоначално портата е наречена просто „Южната порта“. Тя е един от трите входа към заградения с крепостни стени град заедно с Полската и Еврейската порти, които не са останали до днешно време. Каменните укрепления са с дължина 3,5 km. Укрепленията на „Горния град“ (замъка) се простират от Южната порта до днешния Майдан Незалежности („Площад на независимостта“) и мястото, където се е намирала Полската порта. От там крепостният ров следвал днешната улица „Костьол“, заобикаляйки Михайловския манастир и продължаващ по днешната улица „Житомир“ към Еврейската порта. От там укреплението продължавало по днешния „Ярославски вал“ до Южната порта.
По-късно Южната порта става известна като „Голямата порта на Киев“. След строежа на Благовещенската църква близо до портата, златните ѝ куполи се открояват и стават лесно видими от извън града. От тогава насам портата бива наричана „Златни врата на Киев“. Портата е била с височина 12,2 m и ширина 6,1 m. За почти половин хилядолетие тя служи като триумфална арка на града, важен символ на Киев. По-късно сходно име е дадено на портата на град Владимир, където един от наследниците на Владимир II Мономах, Андрей I Боголюбски, основава собствената си държава, Велико княжество на Владимир. През 1240 г. портата е частично разрушена от Златната орда на Бату хан, но остава порта на града, често използвана с церемониални цели до 18 век, като постепенно се превръща в руина.
През 1832 г. митрополит Евгений поръчва археологически разкопки на мястото, вследствие на което е предприето първото консервиране на останките. При по-късни работи, през 1970-те, е добавен павилионът, в който се намира музеят на портата. В музея посетителите могат да научат за историята на строежа на Златни врати, както и за древен Киев.
През 1989 г., при разширяването на Киевското метро, станция „Златни врата“ е открита близо до забележителността. Станцията е уникална с това, че архитектурата ѝ напомня на вътрешността на църкви на Киевска Рус.
През 1997 г. близо до западния край на Златни врата е открит паметник на Ярослав Велики, представляващ бронзово копие на експериментална фигура на Кавалеридзе.